# Krempelhuber

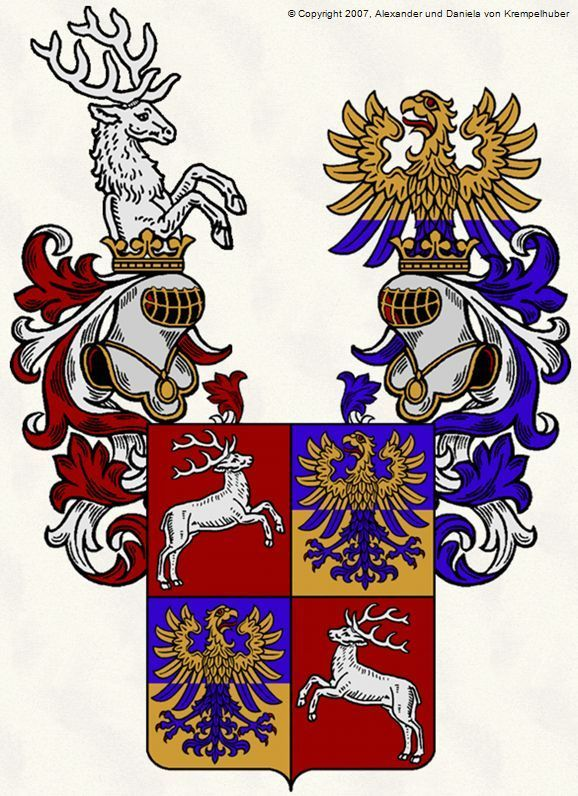
Das Wappen der Familie „Edle von Krempelhuber auf Emingen“

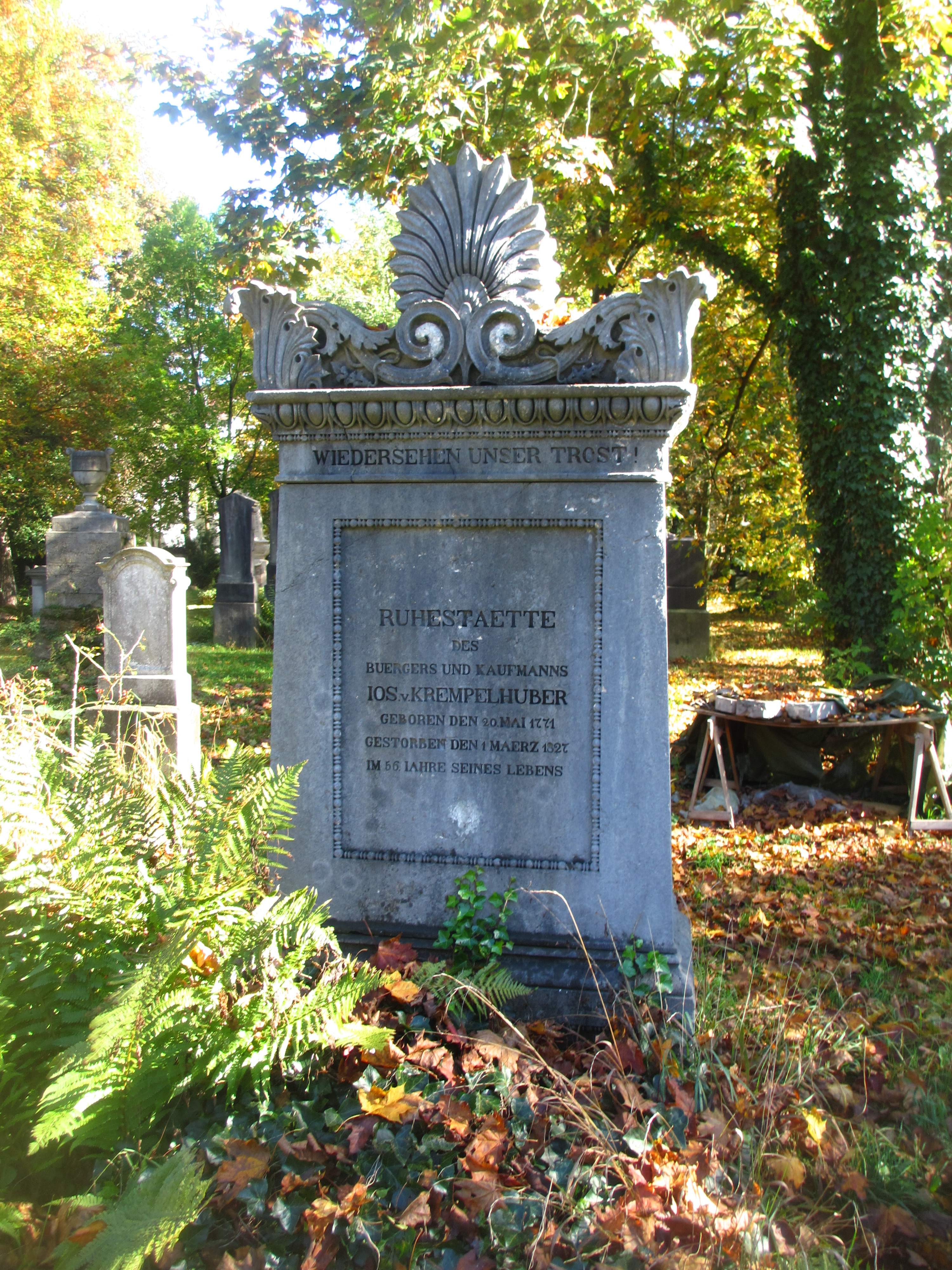
Grab von Joseph Krempelhuber auf dem Alten Südlichen Friedhof in München

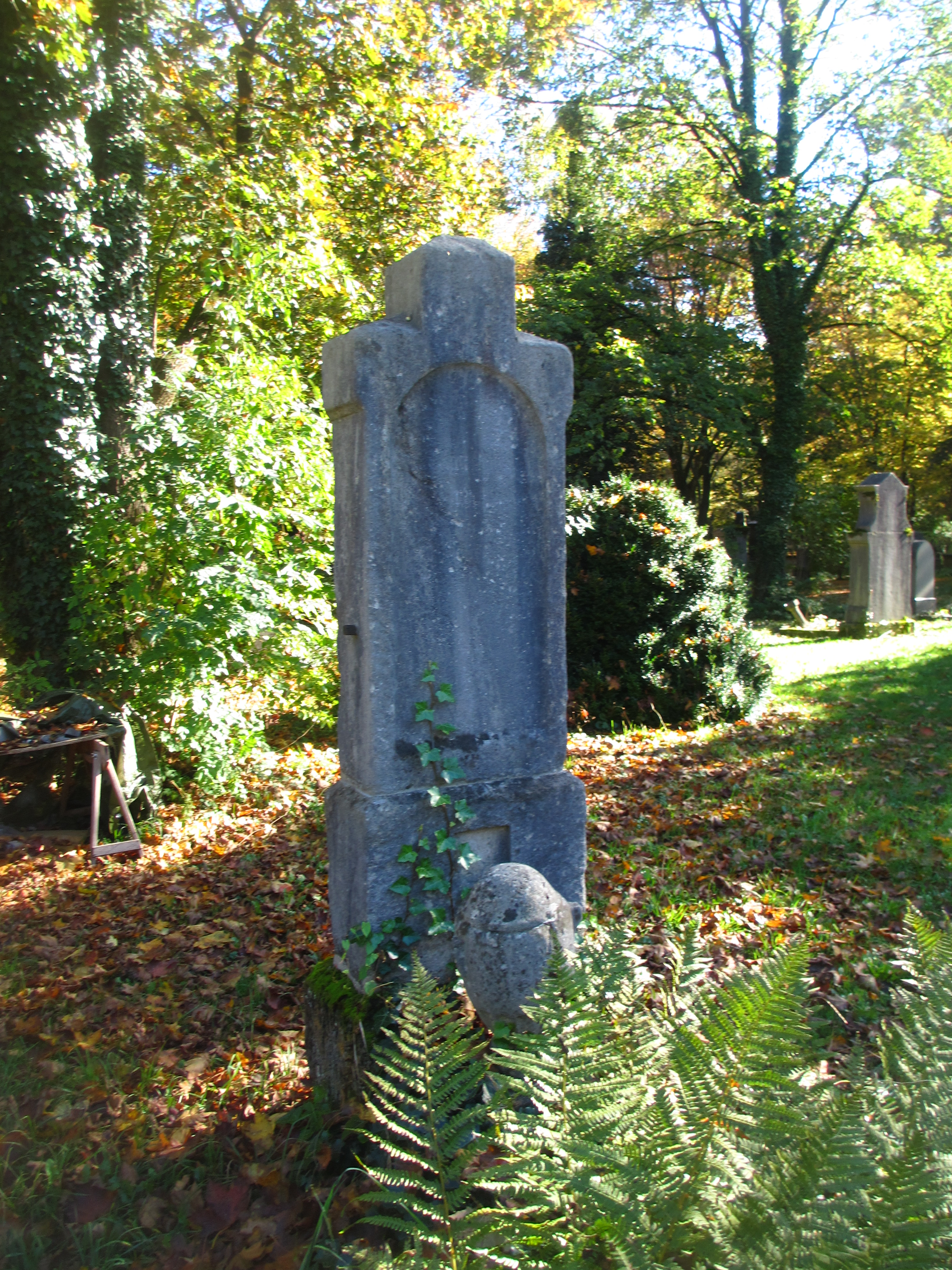
Grab von August Krempelhuber auf dem Alten Südlichen Friedhof in München

Die Familie Edle von Krempelhuber auf Emingen ist ein aus Bayern stammendes briefadeliges Geschlecht.  

## Geschichte
Der bislang älteste genealogische Nachweis über die Familie reicht in das Jahr 1602 zurück. Johannes Sebastian ist mit seiner Geburt im Jahre 1612 der älteste bisher namentlich bekannte „Krempelhuber“. Dokumente dieser Zeit lassen durch Aufzeichnungen von Steuerzahlungen im Jahre 1602 auf weitere Vorfahren schließen. Namen und genauere Daten hierzu konnten bisher nicht in Erfahrung gebracht werden. Den rittermäßigen und erblichen Adelstitel „Edle von Krempelhuber auf Emingen“ und das zugehörige Wappen erhielt Sebastian Ludwig im Jahre 1790 für seine langjährige Beschäftigung am kurfürstlichen Hof vom damaligen bayerischen Kurfürsten Karl Theodor (1724–1799) verliehen. Darauf erfolgte die Eintragung in die königlich-bayerische Adelsmatrikel. Mit Beginn des 20. Jahrhunderts verzweigt sich die Familie in vier voneinander weitgehend unabhängige Linien.  Daher umfassen die neueren Stammbäume der Familie nurmehr die jeweilige Linie, ausgehend von den jeweiligen Stammvätern.

## Besitztümer
Zum Besitz der Familie gehörten im Laufe der Zeit unter anderem auch heute noch bekannte Gebäude und Grundstücke in Bayern. Durch Erbteilung und die Zeiten des damaligen Umbruchs sowie gesellschaftliche Veränderungen in Bayern um 1850 wurde der Besitz langsam aber unaufhaltsam zerstückelt.

## Persönlichkeiten
Stets waren Mitglieder der Familie in den Bereichen Staatswesen, Handel, Literatur, Forstwesen, Wissenschaft und Militär zu finden. Herausragende und in diesem Zusammenhang erwähnenswerte Persönlichkeiten waren:
- Sebastian Ludwig von Krempelhuber (1739–1818)[3]
- Joseph Matthias Johann Nepomuk von Krempelhuber (1771–1827), Kaufmann und Inhaber des Geschäftes „Lorcy & von Krempelhuber“ (jetzt „Dallmayr“)[4]

- Max Carl von Krempelhuber (1818–1869)[5]
- August von Krempelhuber (1813–1882), Botaniker

- Otto von Krempelhuber (1849–1921)
- Franz von Krempelhuber (1865–1912)

## Grabstätten
- Die Grabstätte von Joseph Krempelhuber befindet sich auf dem Alten Südlichen Friedhof in München (Gräberfeld 6 – Reihe 13 – Platz 35) Standort.

- Die Grabstätte von August Krempelhuber befindet sich auf dem Alten Südlichen Friedhof in München (Gräberfeld 6 – Reihe 13 – Platz 36/37) Standort.